# Lista planetelor minore/121501–121600
Aceasta este Lista planetelor minore/121501–121600; pentru a naviga prin lista completă vezi Lista planetelor minore.
Pentru ale detalii vezi și Proiect:Astronomie sau Portal:Astronomie.
| Nume      | Denumire provizorie | Data descoperirii | Locul descoperirii | Descoperitor(i)                     |
| --------- | ------------------- | ----------------- | ------------------ | ----------------------------------- |
| 121501 -  | 1999 TH273          | 5 octombrie 1999  | Socorro            | LINEAR                              |
| 121502 -  | 1999 TR273          | 5 octombrie 1999  | Socorro            | LINEAR                              |
| 121503 -  | 1999 TZ289          | 10 octombrie 1999 | Socorro            | LINEAR                              |
| 121504 -  | 1999 TU292          | 12 octombrie 1999 | Socorro            | LINEAR                              |
| 121505 -  | 1999 TC296          | 1 octombrie 1999  | Catalina           | CSS                                 |
| 121506 -  | 1999 TA300          | 3 octombrie 1999  | Catalina           | CSS                                 |
| 121507 -  | 1999 TU304          | 4 octombrie 1999  | Kitt Peak          | Spacewatch                          |
| 121508 -  | 1999 TY307          | 4 octombrie 1999  | Kitt Peak          | Spacewatch                          |
| 121509 -  | 1999 TW308          | 6 octombrie 1999  | Kitt Peak          | Spacewatch                          |
| 121510 -  | 1999 TS309          | 3 octombrie 1999  | Kitt Peak          | Spacewatch                          |
| 121511 -  | 1999 TD319          | 9 octombrie 1999  | Socorro            | LINEAR                              |
| 121512 -  | 1999 TR322          | 5 octombrie 1999  | Socorro            | LINEAR                              |
| 121513    | 1999 UJ6            | 28 octombrie 1999 | Xinglong⁠(d)        | BAO Schmidt CCD Asteroid Program⁠(d) |
| 121514⁠(d) | 1999 UJ7            | 30 octombrie 1999 | Socorro            | LINEAR                              |
| 121515 -  | 1999 US10           | 31 octombrie 1999 | Socorro            | LINEAR                              |
| 121516 -  | 1999 UG11           | 31 octombrie 1999 | Socorro            | LINEAR                              |
| 121517 -  | 1999 UO11           | 31 octombrie 1999 | Gnosca⁠(d)          | S. Sposetti⁠(d)                      |
| 121518 -  | 1999 UA12           | 29 octombrie 1999 | Kitt Peak          | Spacewatch                          |
| 121519 -  | 1999 UV17           | 30 octombrie 1999 | Kitt Peak          | Spacewatch                          |
| 121520 -  | 1999 UE27           | 30 octombrie 1999 | Kitt Peak          | Spacewatch                          |
| 121521 -  | 1999 UT27           | 30 octombrie 1999 | Kitt Peak          | Spacewatch                          |
| 121522 -  | 1999 UU27           | 30 octombrie 1999 | Kitt Peak          | Spacewatch                          |
| 121523 -  | 1999 UP28           | 31 octombrie 1999 | Kitt Peak          | Spacewatch                          |
| 121524 -  | 1999 UA29           | 31 octombrie 1999 | Kitt Peak          | Spacewatch                          |
| 121525 -  | 1999 UE29           | 31 octombrie 1999 | Kitt Peak          | Spacewatch                          |
| 121526 -  | 1999 UN30           | 31 octombrie 1999 | Kitt Peak          | Spacewatch                          |
| 121527 -  | 1999 UV30           | 31 octombrie 1999 | Kitt Peak          | Spacewatch                          |
| 121528 -  | 1999 UX32           | 31 octombrie 1999 | Kitt Peak          | Spacewatch                          |
| 121529 -  | 1999 UY33           | 31 octombrie 1999 | Kitt Peak          | Spacewatch                          |
| 121530 -  | 1999 UG36           | 16 octombrie 1999 | Kitt Peak          | Spacewatch                          |
| 121531 -  | 1999 UV36           | 16 octombrie 1999 | Kitt Peak          | Spacewatch                          |
| 121532 -  | 1999 UD40           | 16 octombrie 1999 | Socorro            | LINEAR                              |
| 121533 -  | 1999 UW40           | 16 octombrie 1999 | Socorro            | LINEAR                              |
| 121534 -  | 1999 UJ41           | 18 octombrie 1999 | Kitt Peak          | Spacewatch                          |
| 121535 -  | 1999 UQ41           | 18 octombrie 1999 | Kitt Peak          | Spacewatch                          |
| 121536 -  | 1999 UY46           | 30 octombrie 1999 | Anderson Mesa      | LONEOS                              |
| 121537 -  | 1999 UG48           | 30 octombrie 1999 | Catalina           | CSS                                 |
| 121538 -  | 1999 UA49           | 31 octombrie 1999 | Catalina           | CSS                                 |
| 121539 -  | 1999 UD50           | 30 octombrie 1999 | Catalina           | CSS                                 |
| 121540 -  | 1999 UU51           | 31 octombrie 1999 | Catalina           | CSS                                 |
| 121541 -  | 1999 UZ51           | 31 octombrie 1999 | Gnosca⁠(d)          | S. Sposetti⁠(d)                      |
| 121542 -  | 1999 UW56           | 29 octombrie 1999 | Catalina           | CSS                                 |
| 121543 -  | 1999 VG1            | 3 noiembrie 1999  | Baton Rouge⁠(d)     | W. R. Cooney Jr.⁠(d), P. M. Motl⁠(d)  |
| 121544 -  | 1999 VJ1            | 3 noiembrie 1999  | Baton Rouge        | W. R. Cooney Jr., P. M. Motl        |
| 121545 -  | 1999 VA3            | 1 noiembrie 1999  | Kitt Peak          | Spacewatch                          |
| 121546 -  | 1999 VU11           | 5 noiembrie 1999  | San Marcello⁠(d)    | L. Tesi⁠(d), A. Boattini⁠(d)          |
| 121547    | 1999 VS20           | 11 noiembrie 1999 | Xinglong⁠(d)        | BAO Schmidt CCD Asteroid Program⁠(d) |
| 121548 -  | 1999 VH31           | 3 noiembrie 1999  | Socorro            | LINEAR                              |
| 121549 -  | 1999 VC32           | 3 noiembrie 1999  | Socorro            | LINEAR                              |
| 121550 -  | 1999 VQ32           | 3 noiembrie 1999  | Socorro            | LINEAR                              |
| 121551 -  | 1999 VT33           | 3 noiembrie 1999  | Socorro            | LINEAR                              |
| 121552 -  | 1999 VU36           | 3 noiembrie 1999  | Socorro            | LINEAR                              |
| 121553 -  | 1999 VL39           | 10 noiembrie 1999 | Socorro            | LINEAR                              |
| 121554 -  | 1999 VN39           | 10 noiembrie 1999 | Socorro            | LINEAR                              |
| 121555 -  | 1999 VF41           | 1 noiembrie 1999  | Kitt Peak          | Spacewatch                          |
| 121556 -  | 1999 VX41           | 4 noiembrie 1999  | Kitt Peak          | Spacewatch                          |
| 121557 -  | 1999 VF44           | 3 noiembrie 1999  | Catalina           | CSS                                 |
| 121558 -  | 1999 VR47           | 3 noiembrie 1999  | Socorro            | LINEAR                              |
| 121559 -  | 1999 VL48           | 3 noiembrie 1999  | Socorro            | LINEAR                              |
| 121560 -  | 1999 VZ48           | 3 noiembrie 1999  | Socorro            | LINEAR                              |
| 121561 -  | 1999 VN51           | 3 noiembrie 1999  | Socorro            | LINEAR                              |
| 121562 -  | 1999 VQ51           | 3 noiembrie 1999  | Socorro            | LINEAR                              |
| 121563 -  | 1999 VV51           | 3 noiembrie 1999  | Socorro            | LINEAR                              |
| 121564 -  | 1999 VS55           | 4 noiembrie 1999  | Socorro            | LINEAR                              |
| 121565 -  | 1999 VV55           | 4 noiembrie 1999  | Socorro            | LINEAR                              |
| 121566 -  | 1999 VH59           | 4 noiembrie 1999  | Socorro            | LINEAR                              |
| 121567 -  | 1999 VG60           | 4 noiembrie 1999  | Socorro            | LINEAR                              |
| 121568 -  | 1999 VN62           | 4 noiembrie 1999  | Socorro            | LINEAR                              |
| 121569 -  | 1999 VT69           | 4 noiembrie 1999  | Socorro            | LINEAR                              |
| 121570 -  | 1999 VU74           | 5 noiembrie 1999  | Kitt Peak          | Spacewatch                          |
| 121571 -  | 1999 VC76           | 5 noiembrie 1999  | Kitt Peak          | Spacewatch                          |
| 121572 -  | 1999 VB87           | 7 noiembrie 1999  | Socorro            | LINEAR                              |
| 121573 -  | 1999 VZ87           | 8 noiembrie 1999  | Socorro            | LINEAR                              |
| 121574 -  | 1999 VS90           | 5 noiembrie 1999  | Socorro            | LINEAR                              |
| 121575 -  | 1999 VV90           | 5 noiembrie 1999  | Socorro            | LINEAR                              |
| 121576 -  | 1999 VL97           | 9 noiembrie 1999  | Socorro            | LINEAR                              |
| 121577 -  | 1999 VO97           | 9 noiembrie 1999  | Socorro            | LINEAR                              |
| 121578 -  | 1999 VG98           | 9 noiembrie 1999  | Socorro            | LINEAR                              |
| 121579 -  | 1999 VO98           | 9 noiembrie 1999  | Socorro            | LINEAR                              |
| 121580 -  | 1999 VR99           | 9 noiembrie 1999  | Socorro            | LINEAR                              |
| 121581 -  | 1999 VK101          | 9 noiembrie 1999  | Socorro            | LINEAR                              |
| 121582 -  | 1999 VT101          | 9 noiembrie 1999  | Socorro            | LINEAR                              |
| 121583 -  | 1999 VO102          | 9 noiembrie 1999  | Socorro            | LINEAR                              |
| 121584 -  | 1999 VW102          | 9 noiembrie 1999  | Socorro            | LINEAR                              |
| 121585 -  | 1999 VE103          | 9 noiembrie 1999  | Socorro            | LINEAR                              |
| 121586 -  | 1999 VS104          | 9 noiembrie 1999  | Socorro            | LINEAR                              |
| 121587 -  | 1999 VJ105          | 9 noiembrie 1999  | Socorro            | LINEAR                              |
| 121588 -  | 1999 VL105          | 9 noiembrie 1999  | Socorro            | LINEAR                              |
| 121589 -  | 1999 VJ110          | 9 noiembrie 1999  | Socorro            | LINEAR                              |
| 121590 -  | 1999 VM110          | 9 noiembrie 1999  | Socorro            | LINEAR                              |
| 121591 -  | 1999 VN111          | 9 noiembrie 1999  | Socorro            | LINEAR                              |
| 121592 -  | 1999 VJ113          | 9 noiembrie 1999  | Socorro            | LINEAR                              |
| 121593 -  | 1999 VY114          | 9 noiembrie 1999  | Catalina           | CSS                                 |
| 121594 -  | 1999 VD115          | 9 noiembrie 1999  | Catalina           | CSS                                 |
| 121595 -  | 1999 VT125          | 6 noiembrie 1999  | Kitt Peak          | Spacewatch                          |
| 121596 -  | 1999 VX128          | 9 noiembrie 1999  | Kitt Peak          | Spacewatch                          |
| 121597 -  | 1999 VC130          | 11 noiembrie 1999 | Kitt Peak          | Spacewatch                          |
| 121598 -  | 1999 VO130          | 9 noiembrie 1999  | Kitt Peak          | Spacewatch                          |
| 121599 -  | 1999 VF135          | 13 noiembrie 1999 | Kitt Peak          | Spacewatch                          |
| 121600 -  | 1999 VZ135          | 9 noiembrie 1999  | Socorro            | LINEAR                              |